# Kungliga Tryckeriet
Kungliga Tryckeriet var ett tryckeri grundat i Stockholm 1526, under Gustav Vasas regeringstid.
Jürgen Richolff hade tillsammans med Bartholomæus Fabri 1525 startat ett tryckeri i Uppsala. Då Gustav Vasa drog in alla tryckerirättigheter för andra tryckerier än hans egna, det enda just då aktiva biskop Hans Brasks tryckeri i Söderköping, utnämndes Richtolf och Fabri till tryckeriets förste boktryckare. Richolff lämnade landet redan 1527, men återkallades 1539 för att trycka den nya bibelöversättningen. Under mellantiden hade Kungliga tryckeriet drivits av de svenska boktryckarna Claes Pedersson och Petrus bokaprentare. Tryckeriet hamnade sedermera i Johan Petter Lindhs änkas ägo, såsom Lindhska tryckeriet, vilket uppköptes 1821 av  Per Adolf Norstedt och bildade stommen i P.A. Norstedt & Söner.
Iduns tryckeri AB, som grundades 1893 av F. Hellberg, erhöll 1897 titeln Kungliga hovboktryckeriet. Tryckeriet köptes dock 1903 upp av P.A. Norstedt & Söner, och drev sedan huvudsakligen affärstryckeri med kortregistersystem som specialitet.